# Chrain

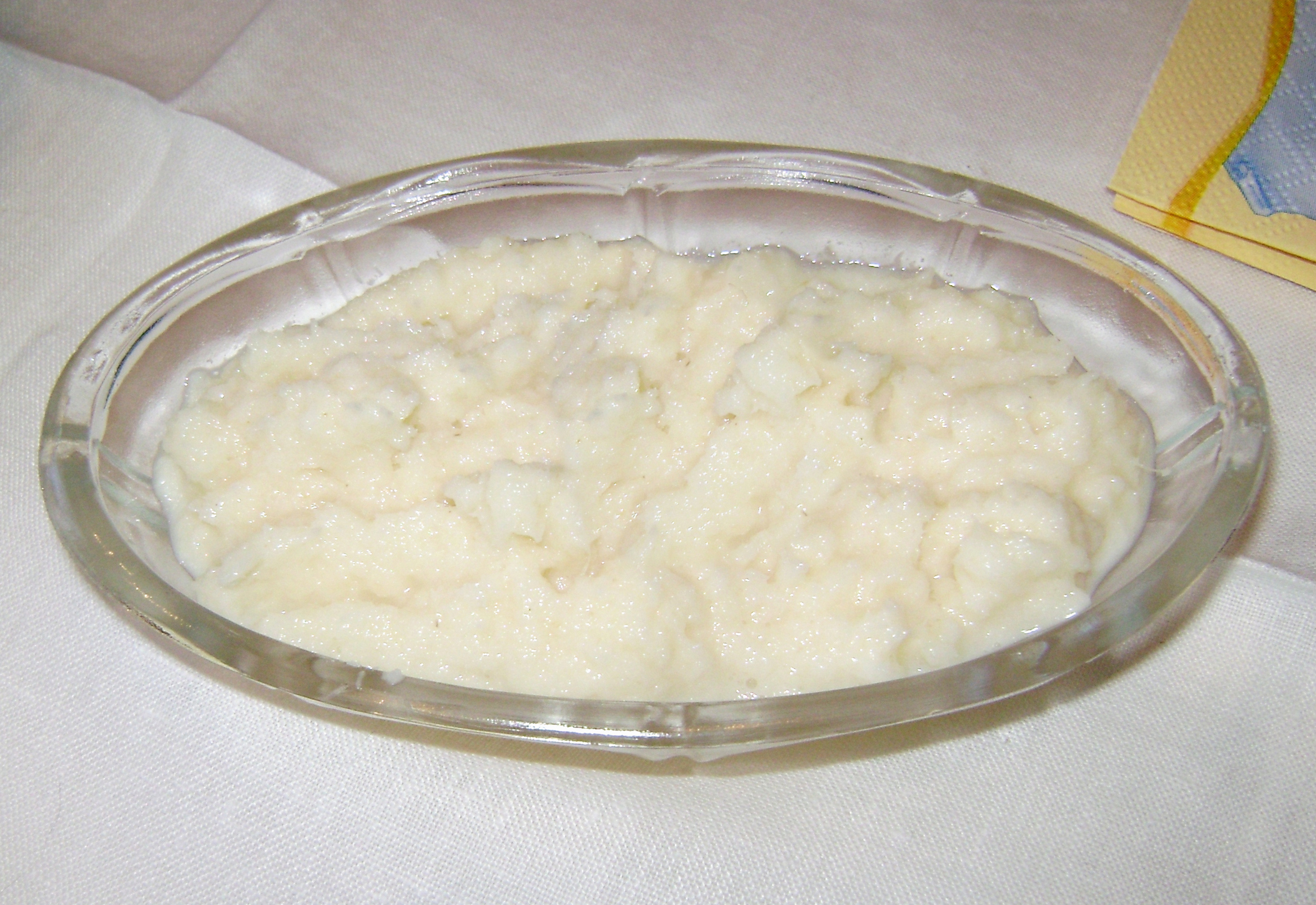
Chrain blanco

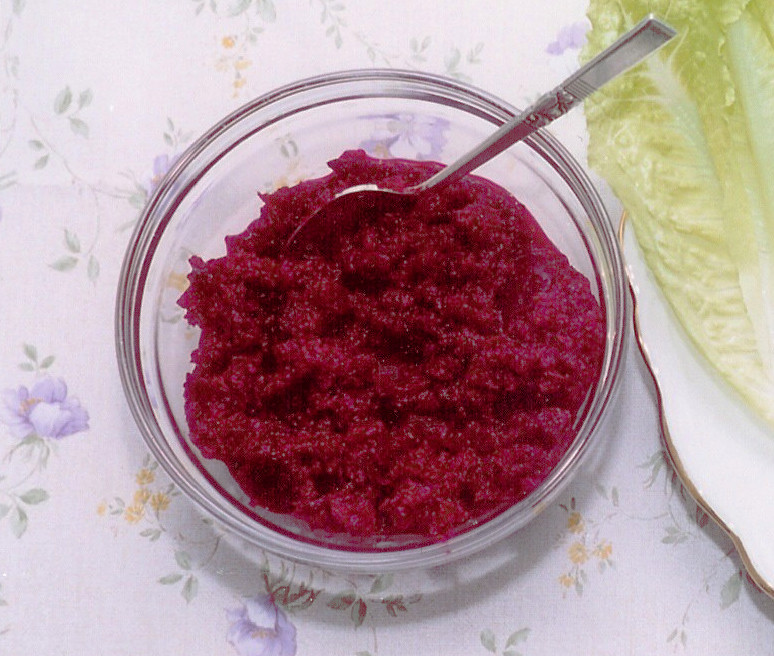
Chrain rojo

Chrain (en checo: křen, en alemán: Meerrettich o Kren, en polaco: chrzan, en rumano: hrean, en ruso: хрен khren, en ucraniano: хрiн khrin, en yidis: כריין‎, khreyn; que significa "rábano picante" en todos estos idiomas) es una pasta picante preparada con rábano picante rallado. Es un adherezo y condimento común para platillos de carne y pescado en la gastronomía judía ashkenazi, austríaca, eslovena, del norte de croata, bielorrusa, checa, polaca, rumana, lituana, rusa y ucraniana.

## Variedades
Existen dos tipos comunes de chrain en las gastronomías judías y eslavas. El chrain blanco consiste de rábano picante rallado y vinagre, y a veces azúcar y sal, mientras que al chrain rojo se le agrega remolacha. Estos tipos de chrain se diferencian de otros condimentos a base de rábano picante en que son pareve (no contienen productos lácteos), lo cual los hace aceptables tanto para comidas a base de carne y productos lácteos según las regulaciones alimenticias judías. En cambio en numerosas variedades del centro de Europa se incluye crema al chrain, mientras que algunas recetas rusas al chrain le agregan smetana (crema agria). Existen variedades que incorporan manzanas, arándano rojo y naranja.
El uso de chrain en las comunidades judías del este de Europa es muy antiguo, y existen registros de ello que se remontan al siglo XII. Si bien ha tenido varios usos históricos, en tiempos modernos el chrain se encuentra asociado al gefilte fish, para el cual se le considera un condimento esencial. El chrain es un condimento popular en las gastronomías del este de Europa para diversos platillos a base de pescado, como también para zakuski de carne y de pescado, tales como kholodets (aspic) y lengua de res.

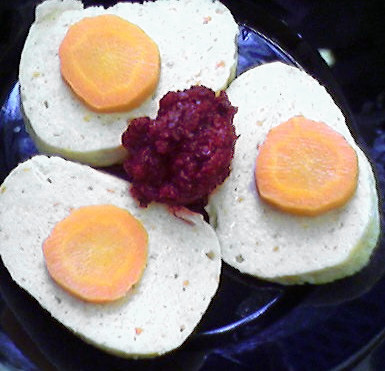
Gefilte fish con chrain rojo
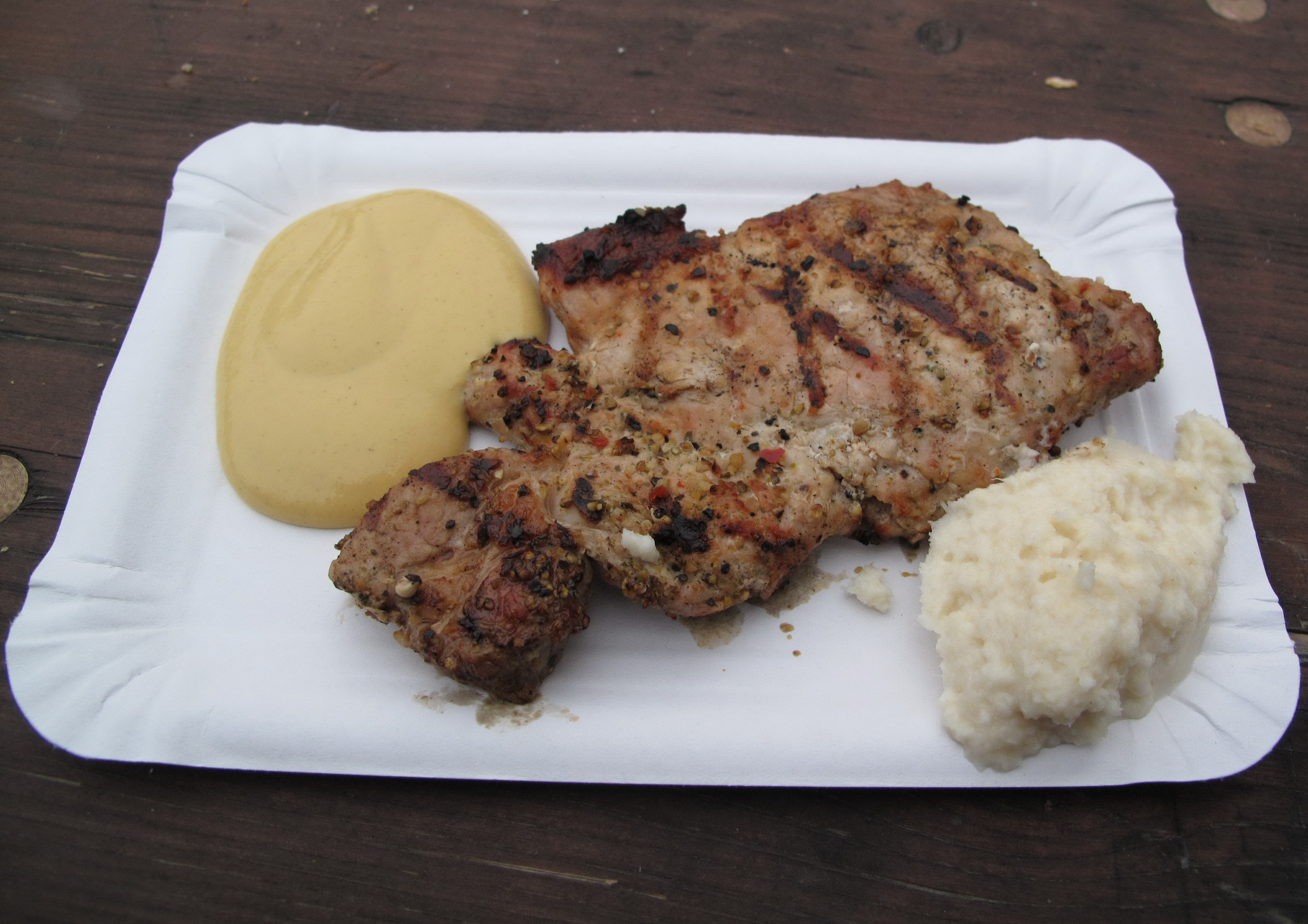
Carne con mostaza (izq) y chrain blanco (der)